# 亨利·怀尔德
亨利·廷格尔·怀尔德（法語：Henry Tingle Wilde，1872年9月21日—1912年4月15日）是英格兰海員，也是英国皇家邮轮泰坦尼克号大副和英國皇家海軍後備隊海軍上尉。在鐵達尼號沉沒事故中喪生，遺體從未尋獲。

## 早年生活
1872年9月21日，亨利·怀尔德出生於英格蘭默西賽德郡利物浦，在10月24日受洗時取名。他的父親是保險檢查員。1889年10月23日，17歲的怀尔德加入詹姆斯·錢伯斯航運公司（James Chambers & Co.）開始擔任四年的航海學徒，他服務的第一艘船是1,835噸的格雷斯托克城堡號（Greystoke Castle）帆船。1893年10月22日，訓練期滿後他在這艘船上擔任三副。不久後，轉擔任1,374噸的霍恩斯比城堡號（Hornsby Castle）三副。1895年，轉到他服務的第一艘蒸汽輪船布倫瑞克號（S.S. Brunswick），最初擔任三副，很快就升為二副。1896年，改擔任歐羅巴號（S.S. Europa）二副。1897年7月，他加入了白星航運。
從下級船副開始，怀尔德在白星航運旗下艦隊中快速晉升，他服務過的船隻包括科維奇號（Covic）、科芬奇號（Cufic）、 托維奇號（Tauric）和德爾菲號（Delphic），主要是利物浦到紐約航線，以及澳大利亞航線。1902年6月26日，怀尔德成為皇家海軍後備隊中尉。1910年12月，怀尔德的妻子瑪麗·凱瑟琳·瓊斯（Mary Catherine Jones）和雙胞胎兒子阿奇和理查德去世，有些消息來源表明他們死於猩紅熱。怀尔德有4個孩子倖存。1911年8月，怀尔德成為英國皇家郵輪奧林匹克號的大副，在船長愛德華·約翰·史密斯麾下工作。之後因為姊妹艦鐵達尼號完工，船長史密斯調派過去，新船長是赫伯特·哈德多克，怀尔德可能希望能繼續擔任奧林匹克號的大副。

## 擔任鐵達尼號副官
怀尔德計劃於1912年4月3日離開南安普敦，回到奧林匹克號上出航值勤，但由於臨時的人事洗牌，英國皇家郵輪鐵達尼號試航時的大副威廉·默多克和一副查爾斯·萊托勒各別降了一級，將首航的大副一職讓給怀尔德，因為白星航運非常重視這艘新船第一次的載客出航，認為怀尔德在奧林匹克號的經驗能有所助益。1912年4月10日，怀尔德於上午6時整在南安普敦港報到，登上鐵達尼號值班，該船預計中午載客出發。出發時，怀尔德正在船首與二副萊托勒監督繫泊繩索的拋解作業，並確保拖船的安全。出海兩小時後，怀尔德值了四個小時的班。在鐵達尼號上，他寫了一封信給妹妹，而且在信中寫到「我仍然不喜歡這艘船......我對它有一種奇怪的感覺」。
4月14日14時至18時整，艦橋值班指揮官是怀尔德；在此時間，艦橋都沒有收到任何冰山警告，航速也沒有改變。在他休班期間的行動並不確定。23時40分，鐵達尼號撞上冰山。碰撞後，怀尔德立即前往艏尖艙檢查，他在那裡遇到水手長副手艾伯特·海恩斯（Albert Haines）和司燈山繆·歐內斯特·海明（Samuel Ernest Hemming），這兩位船員告訴怀尔德「聽到大量空氣被水沖出的巨響」。然後他回到艦橋，在木匠抵達之前向船長報告了兩次。然後，他與船長和湯瑪斯·安德魯斯一起進行了簡短的檢查，了解損壞程度。碰撞半小時後，一副默多克負責撤離右舷救生艇，二副萊托勒負責撤離左舷救生艇，怀尔德監督整個過程。
舵手阿爾弗雷德·約翰·奧利弗（Alfred John Olliver）回憶，怀尔德指示他去通知水手長啟用救生艇。二副萊托勒曾詢問怀尔德「救生艇是否應該搖出去了？」，怀尔德說：「不，等等」。隨後他容忍自己兩次被二副萊托勒越級向船長請求指示，救生艇隨即開始啟用。怀尔德也許試圖避免乘客恐慌才推遲下水，但他過於謹慎，二副萊托勒以前遭遇過數次船難，並可能更加現實的認為，必須馬上讓乘客上救生艇和下水，並派船員打開A層甲板上的窗戶用來載人。但是怀尔德再次推遲，二副萊托勒再度越級向船長請求執行「女人和小孩優先」原則。
生還者對怀尔德鮮有提及，他的活動仍然是一個謎。但可以肯定的是，一旦怀尔德意識到情況的嚴重性後，他一直努力指揮救生艇載人。大約1時30分，他命令五副哈羅德·羅威搭乘14號救生艇。同一時間，怀尔德打斷了二副萊托勒，詢問槍支的存放位置，因為當萊托勒在試航擔任一副時負責保管槍枝彈藥。萊托勒不明白為什麼怀尔德想要槍支，但他帶領怀尔德、船長和一副默多克到儲物櫃取槍。怀尔德這時將一些子彈和一把韋伯利轉輪手槍塞進萊托勒的手中說：「你可能需要這個」。生還的船員曾描述怀尔德是個「很有權威感」的人，他曾單獨驅逐了一群試圖搶占救生艇的機房人員。截至1時40分，大部分左舷救生艇已經下水，而怀尔德則向右舷的C折疊艇的位置移動。
一副默多克、事務長休·理查·沃爾特·麥克爾羅伊（Hugh Richard Walter McElroy）等人正在協助婦孺登上C折疊艇，怀尔德呼喚剩餘婦孺登艇，但是周圍沒有婦孺出現，所以他命令該艇下水。這時，兩名男子——白星航運董事長布魯斯·伊斯梅和頭等艙乘客威廉·恩斯特·卡特（William Ernest Carter）——逕自坐上C折疊艇。隨後，怀尔德將注意力轉向了左舷的D折疊艇，二副萊托勒已經在那裡指揮，人群開始登艇，情況越來越混亂，萊托勒現在意識到為什麼怀尔德要把手槍塞給他。他拔出手槍，指示船員在救生艇旁圍成一圈，只允許婦孺通過。此時，鐵達尼號明顯已經接近沉沒，怀尔德命令萊托勒登艇同行時，萊托勒回答「辦不到」。

## 逝世
對於怀尔德最後一刻在做什麼以及他的最終命運，生還者中的說法存在著矛盾。一名生還者表示，看見怀尔德在海官起居艙頂部，和其他人合力嘗試解開A和B折疊艇。另一位則說，怀尔德正在艦橋上抽煙，這與1912年5月2日《康沃爾郵報》的一個報導有關，該生還者指出「最後一次看見亨利·怀尔德時，他在艦橋上抽煙；在鐵達尼號船首下沉時，他向二副查爾斯·萊托勒揮手道別」。
有證據表明，一名可能是怀尔德的海官，在死亡之前游經B折疊艇。三等艙乘客愛德華·亞瑟·多爾金（Edward Arthur Dorking）表示，當他游向B折疊艇時，一名「穿著海官制服的男子」正在水中游泳，和他都游到了折疊艇，但是這名男子「因為疲憊而開始失去意識。十分鐘後，他在折疊艇的一側掙扎並且安全避難，但還是死了」。同樣在B折疊艇上的頭等艙乘客傑克·賽耶表示，沒有人知道大副在哪裡。怀尔德的遺體從未尋獲。

## 文化描寫
- 霍華德·朗（英语：Howard Lang）（1958年）——《此夜永難忘》（電影）
- 托尼·柯特（英语：Tony Caunter）（1979年）——《鐵達尼號遇難記（英语：S.O.S. Titanic）》（電視劇）
- 馬克·查普曼（1997年）——《鐵達尼號》（電影）

## 外部連結
- Henry Wilde on Titanic-Titanic.com
- Encyclopedia Titanica article on Henry Tingle Wilde